# 楊文弘
楊文弘（？—482年），仇池氐人，武都王楊文度之弟。
武都王楊文度在477年十二月被北魏軍殺死後，楊文弘奉表向魏謝罪，送兒子楊苟奴入魏為人質，魏以文弘為南秦州刺史、武都王。478年，宋以楊文弘為北秦州刺史、武都王。
479年，楊文弘收留了叛離南齊的李烏奴，齊高帝以文弘背叛，在480年十一月改授文弘之兄子楊後起為北秦州刺史、武都王。481年，楊文弘遣使向南齊請降，齊復詔他為北秦州刺史。文弘遣楊後起據白水。晉壽太守楊公則向朝廷獻策奪取白水，齊高帝答曰：「文弘罪不可恕，事中政應且加恩耳。卿若能襲破白水，必加厚賞。」482年楊文弘去世，諸子皆幼，乃以楊後起為嗣。

## 家庭

### 祖父
- 杨寿，尚书、侍中、安东□□□□

### 父亲
- 杨伯宜，镇□将军

### 夫人
- 姜氏[4]

| 前任： 楊文度 | 仇池首領 478年－482年 | 繼任： 楊後起 |